# Periodo blu
Periodo blu (in spagnolo Periodo azul) è un termine usato per definire le opere prodotte dal pittore spagnolo Pablo Picasso tra il 1901 e il 1904, quando realizzò dipinti essenzialmente monocromatici nei toni del blu e del blu-verde, solo occasionalmente riscaldati da altri colori.
«Cominciai a dipingere in blu quando riconobbi che Casagemas era morto.»
(Pablo Picasso)

Donna che stira, 1904

Queste opere cupe, ispirate alla Spagna e dipinte a Barcellona e Parigi, sono ora alcune delle sue opere più popolari, anche se all'epoca aveva delle difficoltà a trovare dei compratori, i quali non apprezzavano quello stile freddo e angosciante.

## Storia
Il punto di partenza di questo periodo è incerto; potrebbe essere iniziato in Spagna nella primavera del 1901 o a Parigi nella seconda metà di quell'anno. Scegliendo un colore austero e talvolta argomenti dolorosi - prostitute, mendicanti e ubriachi - Picasso era stato influenzato da un viaggio attraverso la Spagna e dal suicidio dell'amico Carlos Casagemas, che si era tolto la vita al Café L'Hippodrome di Parigi in seguito a una profonda delusione d’amore , sparandosi alla tempia il 17 febbraio 1901. Sebbene lo stesso Picasso in seguito ricordasse: "Ho iniziato a dipingere in blu quando ho saputo della morte di Casagemas", la storica dell'arte Hélène Seckel ha scritto: "Mentre potremmo avere ragione a conservare questa giustificazione psicologizzante, non dovremmo perdere di vista la cronologia degli eventi: Picasso non c'era quando Casagemas si suicidò a Parigi. Quando tornò, a maggio, rimase nello studio del suo amico defunto, dove lavorò per diverse settimane per preparare la sua mostra per Vollard". Le opere che Picasso dipinse per la sua mostra nella galleria di Ambroise Vollard, quell'estate, erano generalmente caratterizzate da una "tavolozza abbagliante e soggetto esuberante". Lo stato psicologico di Picasso peggiorò man mano che si andava avanti nel 1901. 
Nell'ultima parte di quell'anno, Picasso sprofondò in una grave forma di depressione e i toni del blu iniziarono a dominare i suoi dipinti. Il dipinto di Picasso La morte di Casagemas, completato all'inizio dell'anno dopo il suicidio dell'amico, è stato realizzato con tonalità calde e luminose e con una colorazione tendente al verde, tranne che per lo sfondo di un rosso acceso. Il dipinto considerato il primo del suo periodo blu, Casagemas nella sua bara, fu completato più tardi nel 1901 quando Picasso stava cadendo in una profonda depressione. Picasso, normalmente un socializzatore estroverso, si allontanò dai suoi amici. La depressione di Picasso doveva poi durare diversi anni. La carriera di Picasso era stata promettente prima del 1901 e all'inizio di quell'anno stava facendo "un tuffo" a Parigi. Tuttavia, mentre si avvicinava a temi come i poveri e gli emarginati della società, e lo accentuava con un umore freddo e angosciato con sfumature blu, la critica e il pubblico si allontanarono dalle sue opere. La gente non era interessata ad esporre, nella propria casa, le opere del periodo blu. Picasso continuò la sua normale produzione, ma la sua situazione finanziaria ne soffrì:
Dal 1901 al 1903, dipinse diversi ritratti postumi di Casagemas, culminando nel cupo dipinto allegorico La Vie, dipinto nel 1903 e ora nel Cleveland Museum of Art. Lo stesso umore pervade la famosa incisione The Frugal Repast (1904) che raffigura un cieco e una donna vedente, entrambi emaciati, seduti a un tavolo quasi vuoto. La cecità è un tema ricorrente nelle opere di Picasso di questo periodo, rappresentata anche ne Il pasto del cieco (1903, Metropolitan Museum of Art ) e nel ritratto di Celestina (1903). 
Le immagini a infrarossi del dipinto di Picasso del 1901 La stanza blu rivelano un altro dipinto sotto la superficie.
Altri soggetti frequenti comprendono nudi femminili e madri con bambini. Le figure solitarie dominano le sue opere del periodo blu, pervase da temi di solitudine, povertà e disperazione. Forse il suo lavoro più noto di questo periodo è Il vecchio chitarrista cieco. Altre opere importanti comprendono Ritratto di Soler (1903) e Le due sorelle (1904). 
Il periodo blu di Picasso è stato seguito dal periodo rosa. La sua depressione si concluse gradualmente e, man mano che il suo stato psicologico migliorava, si spostò verso opere più gioiose e vibranti, sottolineando l'uso del colore rosa e altre tonalità calde per esprimere il cambiamento di umore. 
Il dipinto Ritratto di Suzanne Bloch (1904), una delle opere finali di questo periodo, è stato rubato dal Museo d'arte di San Paolo (MASP) il 20 dicembre 2007, ma recuperato l'8 gennaio 2008.

## Opere più importanti delPeriodo blu
- La Vita
- Le due sorelle
- Il vecchio chitarrista cieco
- La bevitrice d'assenzio
- Il vecchio ebreo
- Madre con bambino malato
- Poveri in riva al mare
- Ritratto di Suzanne Bloch
- La Celestina
- Ritratto di Soler
- Il pasto del cieco
- Il pasto frugale
- Le gourmet
- Donna con frangia
- Desemparats
- Donna che stira